# Sponish House

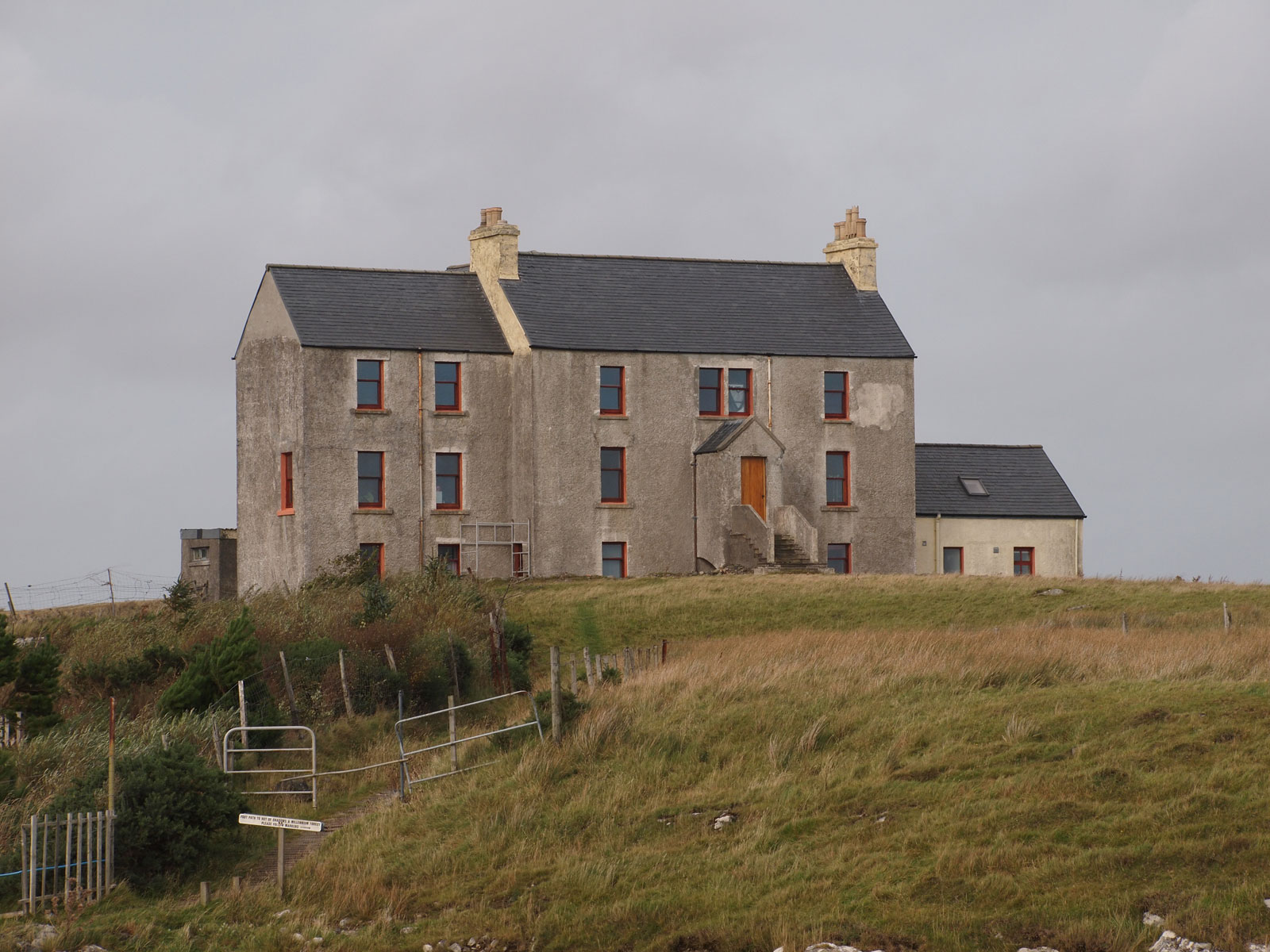
Sponish House

Sponish House ist eine Villa auf der schottischen Hebrideninsel North Uist. 1993 wurde das Bauwerk in die schottischen Denkmallisten in der Kategorie B aufgenommen.

## Geschichte
Sponish House wurde im Jahre 1803 errichtet. Für den Entwurf zeichnet vermutlich der schottische Architekt James Gillespie Graham verantwortlich. Bauherr war der Clan MacDonald, der die Villa für ihren Sheriff auf North Uist, Allan Cameron, erbauen ließ. Obschon Graham vor Baubeginn vor den Schwierigkeiten des Baus auf dem sumpfigen Untergrund warnte, gelang der Bau. Im späten 19. Jahrhundert diente Sponish House als Jagdsitz. Ab 1956 war dort ein Betrieb mit der Verarbeitung von Kelp befasst. Ein Feuer verheerte Sponish House, das 1993 unbedacht vorlag. Vermutlich in den 2000er Jahren wurde jedoch ein neuer Dachstuhl konstruiert.

## Beschreibung
Die Villa steht isoliert auf einer kleinen Halbinsel rund 800 Meter nördlich von Lochmaddy, dem Hauptort der Insel. Das zweigeschossige, hohe Gebäude mit Souterrain ist in einen Hang gebaut. Rechts schließt sich ein eingeschossiger Trakt an den Hauptkörper an. Der dreigeschossige Trakt links wurde im späten 19. Jahrhundert ergänzt. Die Fassaden des schmucklosen Sponish House sind schlicht verputzt.
Das Eingangsportal an einem kleinen Vorbau an der drei Achsen weiten, ostexponierten Hauptfassade ist über eine Vortreppe zugänglich. Oberhalb des Portals ist ein Zwillingsfenster eingelassen. Die Körper der beiden Trakte sind jeweils zwei Achsen weit. Vom abschließenden Satteldach ragen giebelständige Kamine auf.